# 兹拉特科·凯斯勒
兹拉特科·凯斯勒（1960年3月17日—），塞尔维亚男子乒乓球运动员。他曾代表独立参赛者、南联盟、塞尔维亚和黑山、塞尔维亚参加1992年、1996年、2000年、2004年、2008年和2012年夏季残疾人奥林匹克运动会乒乓球比赛，获得一枚金牌、二枚银牌和二枚铜牌。